# Estación de Rosé
La estación de Rosé es una estación ferroviaria de la localidad suiza de Rosé, perteneciente a la comuna suiza de Avry, en el Cantón de Friburgo.

## Historia y situación
La estación de Rosé fue inaugurada en el año 1862 con la puesta en servicio del tramo Lausana - Friburgo de la línea Lausana - Berna.
Se encuentra ubicada en el borde suroeste del núcleo urbano de Rosé. Cuenta con un andén central al que acceden dos vías pasantes, a las que hay que sumar otras dos vías toperas.
En términos ferroviarios, la estación se sitúa en la línea Lausana - Berna. Sus dependencias ferroviarias colaterales son la estación de Neyruz hacia Lausana y la estación de Matran en dirección Berna.

## Servicios ferroviarios
Los servicios ferroviarios de esta estación están prestados por SBB-CFF-FFS:

### Regionales
- R Romont - Friburgo - Payerne - Yverdon-les-Bains. Trenes cada hora entre Romont e Yverdon-les-Bains, parando en todas las estaciones del trayecto. Trenes cada hora entre Romont y Friburgo, parando en todas las estaciones, por lo que en el tramo Romont - Friburgo hay un tren cada media hora.